# WTA de Cleveland
O WTA de Cleveland – ou Tennis in the Land, atualmente – é um torneio de tênis profissional feminino, de nível WTA 250.
Realizado em Cleveland, no estado de Ohio, nos Estados Unidos, estreou em 2021. Os jogos são disputados em quadras duras durante o mês de agosto.
Esse torneio preenche uma vaga na programação do WTA Tour em território americano, que antes era ocupada pelo Connecticut Open até que ele fosse descontinuado em 2019, pois os direitos de realização do evento junto à WTA foram vendidos para a empresa chineza APG.

## Finais

### Simples
| Ano  | Campeã              | Vice-campeã           | Resultado     |
| ---- | ------------------- | --------------------- | ------------- |
| 2024 | McCartney Kessler   | Beatriz Haddad Maia   | 1–6, 6–1, 7–5 |
| 2023 | Sara Sorribes Tormo | Ekaterina Alexandrova | 3–6, 6–4, 6–4 |
| 2022 | Liudmila Samsonova  | Aliaksandra Sasnovich | 6–1, 6–3      |
| 2021 | Anett Kontaveit     | Irina-Camelia Begu    | 7–65, 6–4     |

### Duplas
| Ano  | Campeãs                              | Vice-campeãs                         | Resultado         |
| ---- | ------------------------------------ | ------------------------------------ | ----------------- |
| 2024 | Cristina Bucșa Xu Yifan              | Shuko Aoyama Eri Hozumi              | 3–6, 6–3, [10–6]  |
| 2023 | Miyu Kato Aldila Sutjiadi            | Nicole Melichar-Martinez Ellen Perez | 6–4, 46–7, [10–8] |
| 2022 | Nicole Melichar-Martinez Ellen Perez | Anna Danilina Aleksandra Krunić      | 7–5, 6–3          |
| 2021 | Shuko Aoyama Ena Shibahara           | Christina McHale Sania Mirza         | 7–5, 6–3          |